# Licmophoraceae
Famille
Les Licmophoraceae sont une famille d'algues de l'embranchement des Bacillariophyta (Diatomées), de la classe des Bacillariophyceae et de l’ordre des Licmophorales.

## Étymologie
Le nom de la famille vient du genre type Licmophora, composé du préfixe licm-, corbeille, et -phora, « qui porte », en référence à la forme de la diatomée.

## Liste des genres
Selon AlgaeBase (5 mai 2022) :
- Licmophora C.Agardh, 1827 - genre type
- Licmosoma Round & C.G.Alexander, 2002
- Licmosphenia Mereschkowsky, 1902
- Styllaria Draparnaud ex Bory, 1822

Quelques Lycmophora.
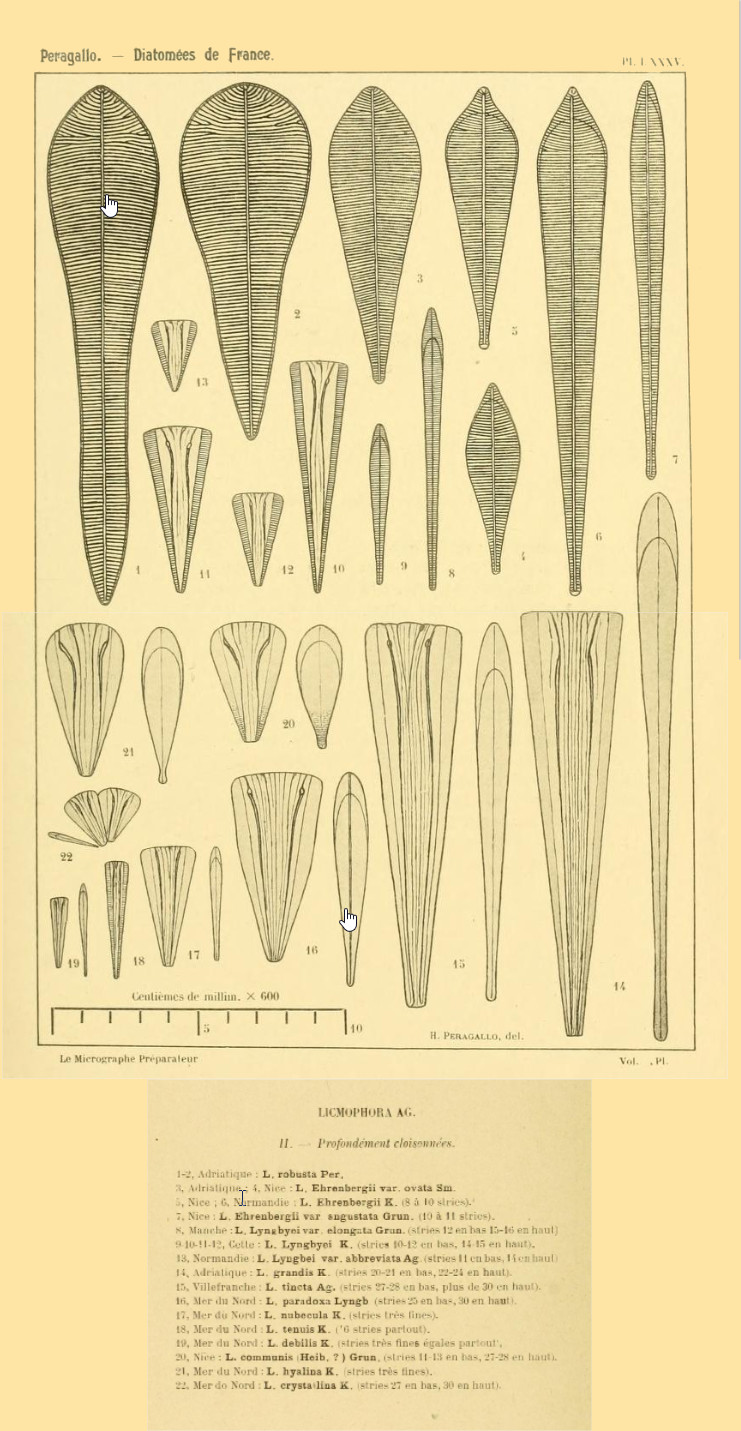
Licmophora sp. (formes très cloisonnées).

## Systématique
Le nom correct complet (avec auteur) de ce taxon est Licmophoraceae Kützing, 1844.